# Tominuku
Tominuku is een bestuurslaag in het regentschap Alor van de provincie Oost-Nusa Tenggara, Indonesië. Tominuku telt 406 inwoners (volkstelling 2010).